# Afrika-Cup 1970/Qualifikation
Zur Qualifikation für die Endrunde des Afrika-Cups im Sudan meldeten 23 Mitglieder der Confédération Africaine de Football ihre Mannschaften; vier Nationen zogen vor Beginn der Qualifikation ihre Mannschaften zurück. In der ersten K.-o.-Runde kam es zu zehn Spielen, drei Mannschaften erhielten Freilose. In der zweiten Qualifikationsrunde qualifizierten sich sechs Nationen für den African Cup of Nations. Gastgeber und Titelverteidiger waren automatisch qualifiziert.

## Qualifikationsspiele

### Erste Runde
Die Spiele der ersten Qualifikationsrunde fanden zwischen Februar und Dezember 1968 statt.
|                | Gesamt  |                              | Hinspiel | Rückspiel |
| -------------- | ------- | ---------------------------- | -------- | --------- |
| Algerien       | 2:1     | Marokko                      | 2:0      | 0:1       |
| Guinea         | 5:1     | Togo                         | 4:0      | 1:1       |
| Kenia          | 1:2     | Tansania                     | 0:1      | 1:1       |
| Sambia         | 5:4     | Mauritius                    | 2:2      | 3:2       |
| Uganda         | 1:3     | Kamerun                      | 1:1      | 0:2       |
| Mali           | –       | Obervolta (zurückgezogen)    | –        | –         |
| Niger          | –       | Nigeria (zurückgezogen)      | –        | –         |
| Senegal        | –       | Sierra Leone (zurückgezogen) | –        | –         |
| VA Republik    | –       | Somalia (zurückgezogen)      | –        | –         |
| Äthiopien      | Freilos |                              |          |           |
| Elfenbeinküste | Freilos |                              |          |           |
| Ghana          | Freilos |                              |          |           |

### Zweite Runde
Die Spiele der zweiten Qualifikationsrunde fanden zwischen August und Oktober 1969 statt.
|             | Gesamt |                | Hinspiel | Rückspiel |
| ----------- | ------ | -------------- | -------- | --------- |
| Äthiopien   | 9:1    | Tansania       | 7:0      | 2:1       |
| Ghana       | 15:10  | Niger          | 6:0      | 9:1       |
| Mali        | 0:4    | Elfenbeinküste | 0:0      | 0:4       |
| Sambia      | 3:4    | Kamerun        | 2:2      | 1:2       |
| Senegal     | 4:5    | Guinea         | 1:1      | 3:4       |
| VA Republik | 2:1    | Algerien       | 1:0      | 1:1       |

## Qualifizierte Mannschaften
Folgende Mannschaften qualifizierten sich für die Endrunde des Afrika-Cups 1970:
| - Äthiopien - Demokratische Republik Kongo als Titelverteidiger - Elfenbeinküste - Ghana | - Guinea - Kamerun - Sudan als Gastgeber - Vereinigte Arabische Republik |